# NBA All-Star Game 1982
Le NBA All-Star Game 1982 s’est déroulé le 31 janvier 1982 dans la Brendan Byrne Arena de East Rutherford dans le New Jersey.

## Effectif All-Star de l’Est
- Julius Erving (76ers de Philadelphie)
- Larry Bird (Celtics de Boston)
- Buck Williams (New Jersey Nets)
- Sidney Moncrief (Bucks de Milwaukee)
- Bobby Jones (76ers de Philadelphie)
- Nate Archibald (Celtics de Boston)
- Dan Roundfield (Hawks d’Atlanta)
- Robert Parish (Celtics de Boston)
- Isiah Thomas (Pistons de Détroit)
- Artis Gilmore (Bulls de Chicago)
- Micheal Ray Richardson (Knicks de New York)
- Kelly Tripucka (Pistons de Détroit)
- Bob Lanier (Bucks de Milwaukee)

## Effectif All-Star de l’Ouest
- Kareem Abdul-Jabbar (Lakers de Los Angeles)
- Moses Malone (Rockets de Houston)
- Dennis Johnson (Suns de Phoenix)
- Magic Johnson (Lakers de Los Angeles)
- Adrian Dantley (Jazz de l'Utah)
- George Gervin (Spurs de San Antonio)
- Alex English (Nuggets de Denver)
- Bernard King (Warriors de Golden State)
- Lonnie Shelton (SuperSonics de Seattle)
- Jack Sikma (SuperSonics de Seattle)
- Gus Williams (SuperSonics de Seattle)
- Norm Nixon (Lakers de Los Angeles)